# 侯志律
侯志律爵士，QC[?]（1899年6月3日—1955年5月25日），英國殖民地法官和律政官員，1946年至1950年擔任尼日利亞律政司、1951年至1955年任香港正按察司。
侯志律畢業於都柏林三一學院，1923年和1924年分別取得愛爾蘭自由邦和北愛爾蘭執業大律師資格，並在兩地開展私人執業。1930年，他加入殖民地部，早年曾在肯雅、黃金海岸、海峽殖民地和馬來聯邦歷任駐紮裁判司和檢察官等職。1941年，他調往尼日利亞出任律政專員（法律政策），1946年升任尼日利亞律政司兼行政立法兩局當然官守議員，同年奉委御用大律師，以及於1949年獲爵士勳銜。在律政司任內，他協助時任尼日利亞總督約翰·麥克弗森爵士推動憲政改革，除了參與草擬《麥克弗森憲法》，又於1950年1月於伊巴丹主持一場大型的憲制會議，促成新憲法於1951年公佈和在翌年正式實施。
1951年侯志律出任香港正按察司，任內參與審理涉及兩航事件和粵穗慰問團事件等多宗訴訟。此外，隨著各級法院的工作日益繁重，他對香港的司法體系作出不少重大變革，當中包括在1953年首度在香港引入兩所地方法院，以及在1954年首度於新界大埔和屏山分別設立裁判司署，使香港的法院架構更趨成熟。然而，侯志律在任後期身體欠佳，多次展開長期休假，正按察司一職要由高級副按察司顧德和署任。1955年5月，侯志律因病在英國逝世，終年55歲，成為罕有地死於任上的正按察司。
侯志律1927年娶瑪嘉烈·馬圭爾為妻，她於1930年從都柏林大學學院畢業後加入殖民地部，跟隨丈夫前往肯雅任職女醫官，後來先後於海峽殖民地、馬來聯邦和尼日利亞從事醫務工作，並於1950年加入聯合國世界衛生組織，曾任世衛西太平洋地區兒童福利及婦產顧問。愛爾蘭國立大學於1951年向她頒授名譽法學博士學位，以肯定她的醫務工作。

## 生平

### 早年生涯
侯志律是擁有英格蘭血統的愛爾蘭人，1899年6月3日生於英國愛爾蘭（愛爾蘭共和國前身）鄰近都柏林的威克洛郡小鎮布瑞，父親傑勒德·奧古斯塔斯·何奧（Gerard Augustus Howe）來自都柏林，任職事務律師；母親尼娜·比斯利（Nina Beasley）來自都柏林郡蒙克斯頓，是亨利·比斯利（Henry Beasley）的女兒。有三名胞姊妹的侯志律是家中獨子，他早年受教於阿馬皇家學校，第一次世界大戰爆發後於1916年加入愛爾蘭恩尼斯基林燧發槍軍團擔任士官生，1917年轉入皇家愛爾蘭來福槍團擔任少尉。大戰後期，他於法國參與戰事，1918年因傑出表現多次獲得傳令褒獎。大戰結束後他於1919年升為中尉，1920年他正式退伍，之後獲得中校榮銜。
侯志律退伍後返回愛爾蘭繼續學業，入讀都柏林三一學院修讀法律，畢業後於1923年從都柏林的英皇律師學院取得愛爾蘭自由邦執業大律師資格，翌年再取得北愛爾蘭執業大律師資格。他此後在兩地開展私人執業，直到1930年為止。

### 殖民地生涯
1930年，侯志律放棄私人執業，選擇加入英國殖民地部，起初派往非洲肯雅出任駐紮裁判司，任內曾在蒙巴薩審理不少涉及市政物業估價的上訴案件。1934年，他調往黃金海岸（加納前身）擔任檢察官，是當地僅有三名檢察官之一。數年後，他於1937年從非洲調往亞洲，在海峽殖民地擔任檢察官，任內曾於新加坡署任律政專員（法律政策）和地方法院民事法官等職；及後他於1940年調往馬來聯邦吉隆坡出任第一裁判司，主持審理大小案件。
1941年7月，侯志律調返非洲升任尼日利亞律政專員（法律政策），專責草擬法律條文的工作。第二次世界大戰結束後，他於1946年奉委尼日利亞律政司，同時兼任行政立法兩局當然官守議員，任內於1946年12月取得御用大律師名銜，1949年6月更獲英廷冊封為下級勳位爵士。在律政司任內，時任尼日利亞總督約翰·麥克弗森爵士（Sir John Macpherson）正著手推動憲政改革，並主持草擬《麥克弗森憲法》，期間侯志律參與憲法的草擬和廣泛的諮詢工作，當中包括在1950年1月於伊巴丹主持一場大型的憲制會議，聽取各地代表的意見。
連串的諮詢工作促成《麥克弗森憲法》於1951年公佈和在翌年正式實施。該憲法是尼日利亞歷來第三份憲法，重點包括分別以部長會議和眾議院取代原有的行政局和立法局，以及在尼日利亞北部、西部和東部各自原有的立法議會以外各增設一個行政局。除了新設的部長會議和三個地方行政局均以非官守議席佔多數，眾議院和三個地方立法議會更是首度實現以選舉產生大多數議席。其中，眾議院149席當中有136席是由間選產生的代表議席，其中一半即68席代表北部，西部和東部則各有34席；而三個地方立法議會的大部份議席也由直選和間選混合選出。儘管新憲法明顯加重了民主成份，但卻被指無法公平代表各族人民的利益，加上改革層面有限，憲法不為普遍尼日利亞民眾支持，最終《麥克弗森憲法》在1954年由新一份憲法取代。

### 香港正按察司

#### 兩航事件
侯志律未及見證《麥克弗森憲法》頒佈，便於1951年2月正式獲任命接替捷臣爵士（Sir Leslie Gibson）出任正按察司，並於3月抵達香港履新，任內參與審理的重大案件包括擾攘多時的兩航事件。兩航事件源於1949年10月中華人民共和國成立、中國大陸主權易幟後，中華民國政府於當年12月把旗下中國航空公司（簡稱中航）和中央航空運輸公司（簡稱央航）數十架滯留香港啟德機場的飛機售予美國「飛虎將軍」陳納德少將牽頭的民航空運公司（簡稱民航），使這些飛機成為中華人民共和國政府和民航的爭奪對象。

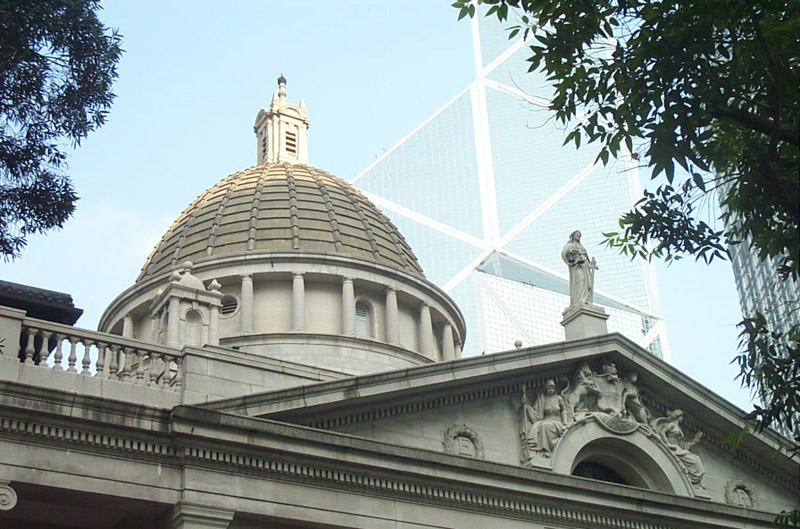
昔日的香港最高法院大樓目前用作香港終審法院

早在侯志律上任前，民航已入稟香港最高法院，要求為央航40架和中航31架滯留香港的飛機委任接管人。然而，時任正按察司捷臣在1950年2月23日宣判時指出兩航飛機屬於公共財產，新成立的中華人民共和國政府具絕對的擁有權，並可享有主權豁免，故駁回民航申請，同時把滯港飛機判給中華人民共和國當局。捷臣在判詞中還認為，民航如要再就飛機的擁有權提出訴訟，便應該向中國而非香港的法院提出。
捷臣的判決在美國引起極大迴響，在美國政府施壓下，英國政府在1950年5月透過樞密院發出一道樞密令，說明事件雖然涉及主權國家，但香港的法院有權處理，並指令司法程序未完成前，這些飛機都不能離開香港。在這個背景下，民航在同月19日再次入稟香港最高法院，首先要求取得40架央航飛機的擁有權。該案延至1951年3月27日和28日一連兩天由侯志律主審，其後侯志律於5月21日宣判民航敗訴，理由是中華人民共和國成立後，已自動從中華民國政府繼承央航資產，中華民國政府在當年12月與民航訂立的交易旨在阻止中共奪得飛機，但事實上並沒有效力。民航不服判決後提出上訴，由副按察司顧德和（Trevor Gould，後為爵士）和史告勞（A. D. Scholes）兩人主持最高法院合議庭於1951年8月21日和22日聽取上訴理據，但合議庭在同年12月28日維持侯志律的判決，對上訴予以駁回。
此後，民航再把案件上告至英國樞密院司法委員會，卻意外地於1952年7月28日獲判上訴得值。樞密院在判詞中指出，雖然中華人民共和國早在1949年10月成立，但遲至1950年1月才獲英政府承認，因此中華民國政府與民航在1949年12月的交易有效。樞密院還指出，英政府對中華人民共和國的承認雖然具有追溯力，但這種追溯力只適用於中華人民共和國在1950年1月以前作為事實（de facto）政權的合法行為，而非規管中華民國在1950年1月以前作為合法（de jure）政權的行為。考慮到中華人民共和國政府在1949年11月支持兩航員工採取行動試圖控制滯港飛機時，香港政府已在同月較早時頒令，規定任何人未先徵得香港總督同意，不得代表任何外國勢力行事，故此樞密院認為中華人民共和國一方的單方面行動不具法律效力。
樞密院的終極裁決把央航40架飛機判給民航後，餘下涉及中航31架飛機的訴訟由侯志律於香港最高法院審理。受樞密院的判決影響，侯志律在1952年10月8日宣判把中航的滯港飛機都判給民航，意味民航一方最終全面取得兩航71架滯港飛機。兩航事件的訴訟正值韓戰，案件的裁決更使到中英關係急轉直下。為了作出報復和配合「三反五反」等政治運動，中華人民共和國在當年8月接管英資上海英聯船廠和馬勒機器造船廠的所有產業，同年11月又進一步充公上海煤氣公司、上海自來水公司、上海電氣建設公司和隆茂洋行四家英資企業在上海全數約值3,100萬英鎊的資產，隆茂洋行在天津和漢口的財產也遭到充公。中英交惡的局面，要持續到韓戰在1953年7月結束後才得以慢慢改善。

#### 大公報案
1952年3月1日，香港發生粵穗慰問團事件，港府拒絕中方由廣州派出一隊「粵穗慰問團」入境探望去年11月東頭村大火的災民，觸發一批在港守候的民眾在九龍生事，釀成騷亂。數日後，立場親共的《大公報》在3月5日轉載北京《人民日報》一篇猛烈批評港府的文章，同時又刊登「粵穗慰問團」對事件發出的聲明，該報東主兼督印人費彝民、總編輯李宗瀛和承印人鮑立初及後被港府以煽動罪提出起訴，是為大公報案。
大公報案初由高級副按察司威廉士（Bill Williams，後為爵士）於最高法院主審，並於5月5日審結，最終陪審團以六比一裁定費彝民和李宗瀛罪名成立，而鮑立初獲陪審團一致裁定罪名不成立。威廉士在課刑時認為《大公報》刊載的有關內容完全失實，產生極大的煽動性，而且濫用輿論權力，忽略傳媒應有責任，對報業構成不良影響，決定向費彝民判罰4,000港元或監禁九個月，另付1,500港元訟費；李宗瀛也被判罰3,000港元或監禁半年，另付1,000港元訟費；《大公報》更同時被勒令停刊半年。
《大公報》一方其後延聘御用大律師廖亞利孖打與大律師貝納祺和陳丕士提出上訴，並由侯志律和副按察司顧德和和魯怡士（C. W. Reece）三人組成最高法院合議庭審理。當時合議庭認為如果《大公報》一旦上訴得值，停刊的命令將對其不公，因此合議庭在5月17日暫緩停刊命令，以便先處理有關上訴。同年6月28日，合議庭宣告維持威廉士的判刑理據，對上訴予以駁回，但隨後於6月30日以維護法律的目的已達為理由，同意無需再執行停刊的命令。因此原本被勒令停刊半年的《大公報》，實際上由5月6日至5月17日總共停刊12天。

#### 史潔頓案
侯志律任內參與審理的其他案件還包括轟動一時的史潔頓案。史潔頓（G. S. Kennedy-Skipton）1921年加入港府任職官學生（相當於後來的政務主任），1941年12月香港保衛戰爆發時正署理華民政務司一職。同年12月25日香港淪陷後，史潔頓以自己擁有愛爾蘭國籍為理由，獲日本當局批准繼續與家人居於山頂寓所，無需進入赤柱拘留營，並協助日治政府在市區組織市政衛生服務。然而，時任輔政司詹遜曾指令史潔頓停止與日方合作，又命令他跟其他前港府官員準備往赤柱拘留營報到，但史潔頓沒有理會。有見及此，詹遜於1942年2月11日在赤柱拘留營內主持行政局會議，與其舊部通過勒令將史潔頓停職。
1943年1月，史潔頓隻身逃離日佔香港，其後轉抵受國民政府控制的重慶，但殖民地大臣於同年4月確認港府勒令史潔頓停職的決定。戰後，港府於1948年1月召開內部紀律聆訊，同年9月通知史潔頓港府已決定將他革職，並追溯至1942年2月11日起生效。港府1949年4月進一步向史潔頓透露，內部紀律聆訊認為他縱然沒有背叛英國君主，但卻對港府不忠，故裁定他行為失當屬實。史潔頓不滿內部聆訊結果，其後入稟最高法院，當中包括要求法庭頒令港督無權將之解僱，並向港府追討自1941年12月以來約16萬港元欠薪和約3,500港元租屋津貼，以及相關欠款之利息。
史潔頓案最初由署理高級副按察司顧德和主審，顧德和在1950年9月20日裁定史潔頓敗訴，理由是史潔頓作為公務員，並不能以上訴人身份追討薪津，而法庭也沒有權力應他的要求作出頒令。史潔頓之後再提出上訴，由侯志律和副按察司史告勞主持合議庭審理，但上訴在1951年5月被駁回。合議庭在5月28日宣讀判詞時強調，根據史潔頓的聘用條款，其薪俸屬於英皇的賞賜，有別於一般僱佣合約下定義的薪酬，也不可透過民事程序追討。此外，史潔頓與英皇的僱佣關係在法律上對英皇沒有約束力，意味法庭沒有權力就港督是否無理解僱史潔頓一事作出法律決定。史潔頓入稟要求法庭頒令港督無權將之解僱，目的是要追討欠薪和證明其遭受不合理解僱的指控，但由於史潔頓沒有法律權利追討欠薪和挑戰港督的決定，法庭自然沒有權力應其入稟狀作出頒令，因此結論顧德和的判決正確。

#### 華仁校報案
侯志律在任正按察司的時代，香港的藐視法庭罪仍屬嚴苛。1951年，香港華仁書院校報《Echo》刊登一篇文章，批評香港法官委任自殖民地政府的法律部門，但英國本土的法官卻從大律師業界中委任，由此結論香港法官整體素質不及英國。律政署閱過文章後，認為內容損害香港司法部門的聲譽，繼而削弱香港的司法制度，決定以藐視法庭罪起訴在華仁任教並擔任《Echo》編輯兼該文作者的耶穌會會士譚壽文神父（Father Terry Sheridan）。案件由侯志律主審，而譚壽文則延聘御用大律師廖亞利孖打辯護。儘管侯志律與譚壽文同為愛爾蘭人，而且與耶穌會的一些會士關係友好，但最後侯志律還是裁定譚壽文罪名成立，限令要他14天內繳交200港元罰款，否則判監一周。
譚壽文被判罪名成立後，耶穌會曾於華仁書院召開緊急會議商討對策，決定拒交罰款以示對控罪表達不滿。離奇的是，在14天限期屆滿前夕，卻突然有一名神秘人士代交罰款。在該案協助控方的檢察官余叔韶多年後在2002年出版的回憶錄《法訟趣聞：雪廠街九號的故事》中推測，背後出手的其實正是希望能自掏腰包平息風波的侯志律本人。

#### 司法行政

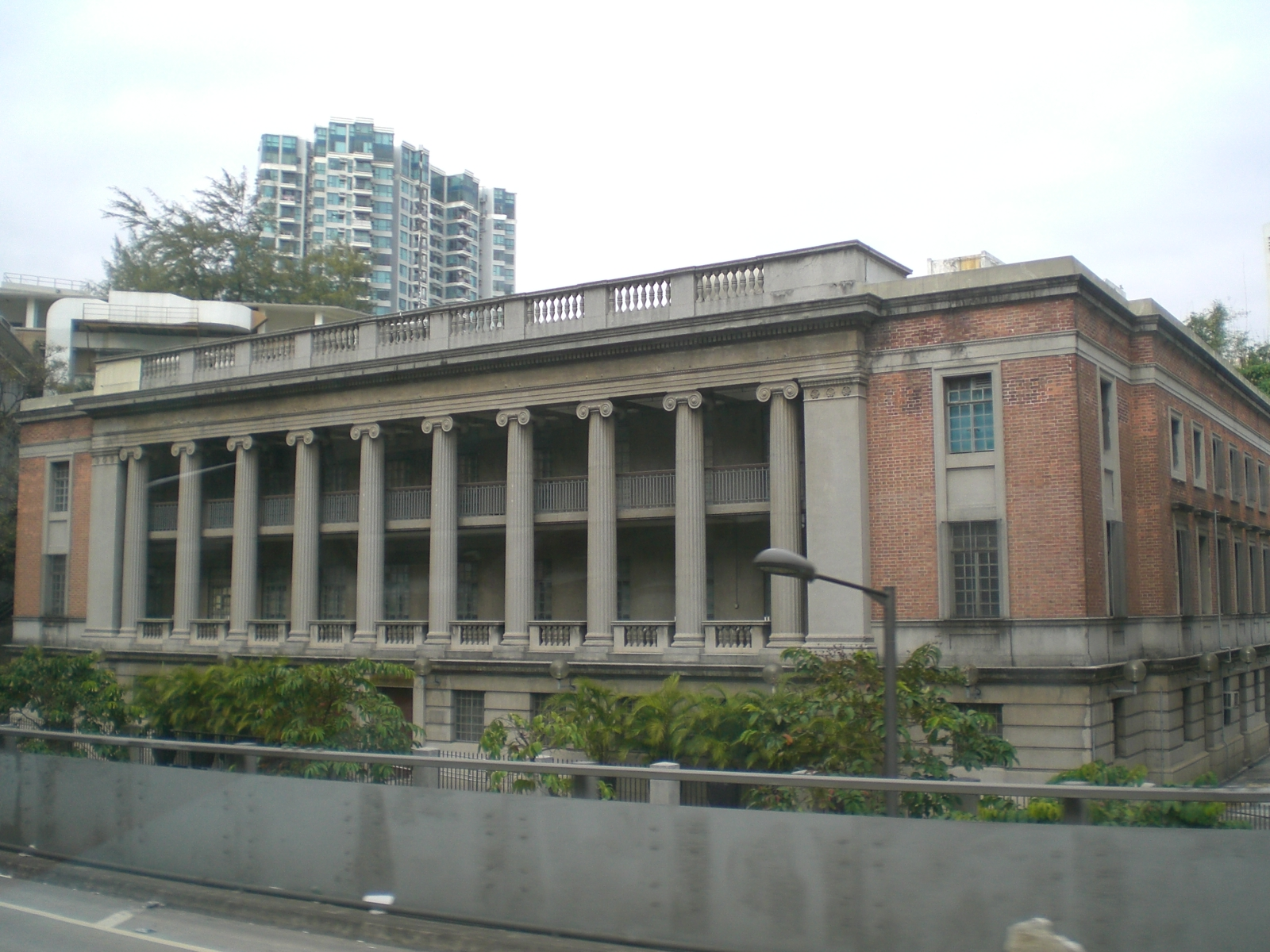
九龍地方法院最初設於九龍裁判司署大樓（今土地審裁處）

侯志律任內司法部整體的工作量均有上升趨勢，其中在最高法院，原訟司法案件和簡易司法案件的數量由1951年的679宗和915宗，分別升至1952年的704宗和1,056宗。為了減輕最高法院的工作壓力，該院在1951年增設了一個副按察司職位（但空缺要到翌年才正式填補），使法院由一名正按察司和三名副按察司（其中一人是高級副按察司）組成。另一方面，侯志律在1953年2月18日分別創立附設於最高法院大樓內的域多利亞地方法院和附設於九龍裁判司署的九龍地方法院。新的地方法院設於裁判司署之上，並取代原有的最高法院簡易法庭，主責審理簡易司法案件，以分擔最高法院的工作量。不計簡易法庭在1953年1月至2月處理的243宗案件，兩家地方法院在成立首年即處理2,016宗案件，數字在1955年更升至3,201宗。
在裁判司署方面，香港島和九龍地區的檢控總數由1951年的201,377宗增至1955年的215,031宗；同期租務法庭的案件數量也由659宗急增至2,754宗。有見及此，期內港九兩地的裁判司署數目由原來的四家和三家，分別增加至五家和四家。此外，司法部在1954年首度在新界大埔和屏山分別設立裁判司署，以取代昔日由新界民政署長和理民官掌管新界地區民事司法訴訟的安排，使全港的司法體系更趨統一。

### 死於任上
在法庭的日常工作以外，侯志律也有參與社會事務，例如主持每年的巡迴裁判典禮，又曾與妻子一同參觀香港工展會，以及為香港保護兒童會的賣旗籌款活動作出電台廣播呼籲。他在港期間還獲於1951年成立的香港業餘田徑總會邀請擔任首任贊助人，1952年曾與妻子一同捐出獎杯，分別頒贈予當年最佳的男子和女子運動員。然而，侯志律在任正按察司後期的身體狀況欠佳，1953年夏天曾因病靜居休養，縮減多項公務活動，1954年5月更啟程返回愛爾蘭都柏林自宅布洛堡（Bullough Castle）休養，正按察司一職要交由高級副按察司顧德和署理。侯志律原訂於1955年1月回任，但卻因健康問題無法如期返港視事，後延至1955年5月25日晚上在英國倫敦猝死，終年55歲，死時距其56歲生日只有九天。
侯志律的死訊傳回香港後，中央裁判司署首席裁判司羅顯勝和九龍裁判司莫理士分別在5月27日和5月28日開庭時默哀致悼；最高法院也在5月28日早上召開合議庭哀悼，司法和法律兩界多名代表均齊集出席。此外，港督葛量洪爵士夫婦和律政司賴德遐（Arthur Ridehalgh）夫婦均拍電報慰問侯志律家人和致送花圈，而輔政司戴維德（後為爵士）則以港府名義致送花圈。6月3日，港督再於《香港憲報》對其逝世表達沉痛哀悼。侯志律身後，香港正按察司一職繼續由顧德和署任，直到同年11月由馬來亞聯合邦律政司何瑾（後為爵士）來港接任為止。

## 個人生活

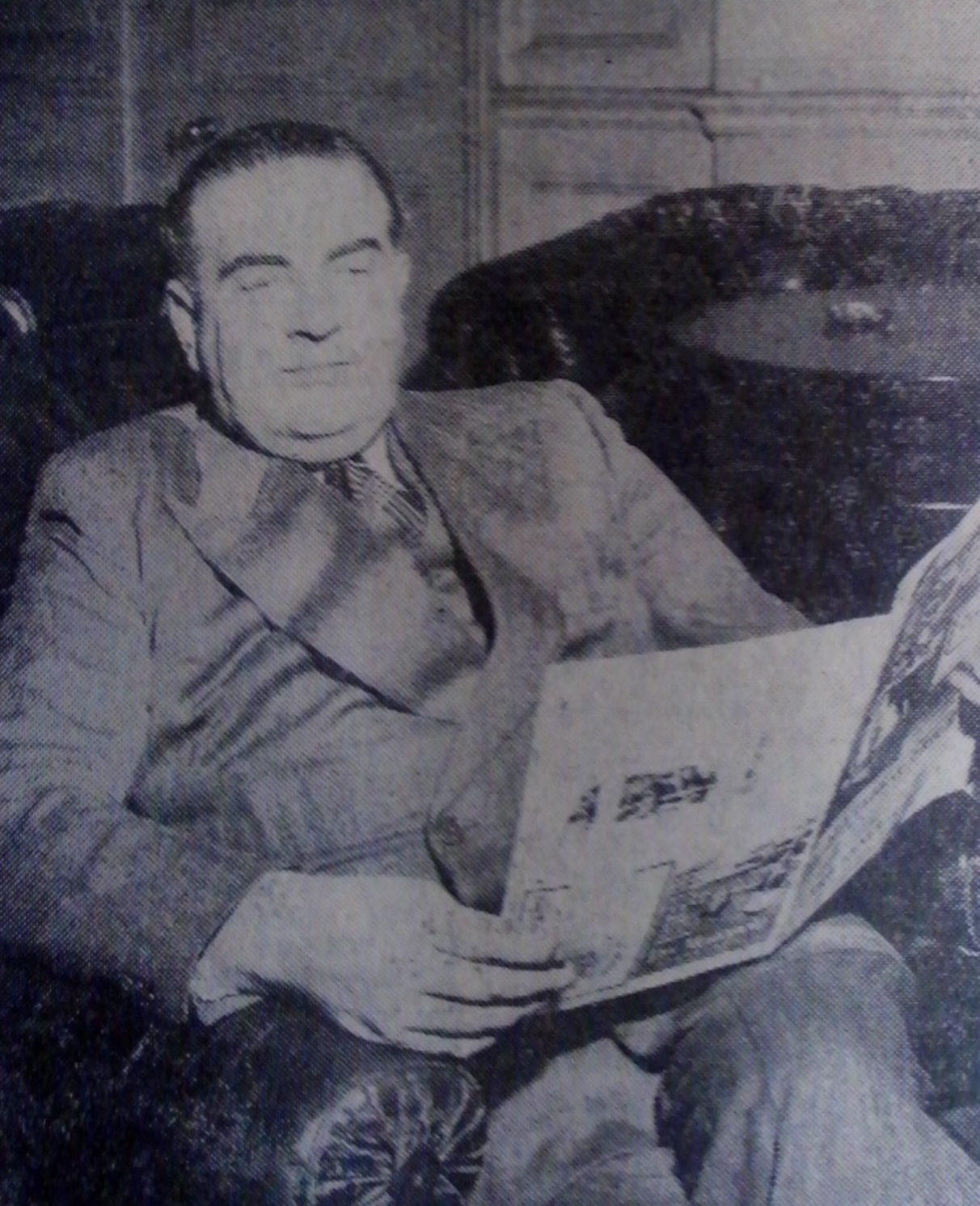
卸下法官禮袍的侯志律爵士

侯志律是愛爾蘭聖公會信徒，1927年6月1日在都柏林市郊多爾奇（Dalkey）一所天主教堂娶羅馬天主教信徒瑪嘉烈·瑪麗·馬圭爾（Margaret Mary Maguire，1899年－1969年）為妻。
侯志律爵士夫人來自多爾奇的布洛堡，是法蘭西斯·馬圭爾太平紳士（Francis Maguire, JP）的長女，她於1930年從都柏林大學學院取得內外全科醫學士學位（MB, BCh）和婦產科學士學位（BAO）。畢業後，她於1930年至1934年隨夫前往肯雅，在當地殖民地政府任職女醫官，其後曾於海峽殖民地和馬來聯邦擔任類似職位。1941年，她跟丈夫轉往尼日利亞，於當地擔任政府醫務官，任內於1946年獲洛克菲勒旅行院士（Rockefeller Travel Fellowship），另曾任馬西街婦產科醫院（Massey Street Maternity Hospital）的婦產專科主管醫生，至1949年為止。
1950年11月，侯志律爵士夫人加入聯合國世界衛生組織，翌年跟隨丈夫前往香港擔任世衛西太平洋地區兒童福利及婦產顧問，直到1955年卸任。為肯定她在不同英國殖民地的婦產醫務工作，她於1951年獲愛爾蘭國立大學頒授名譽法學博士學位（LLD）。丈夫逝世後，她返回愛爾蘭定居，1956年獲世衛英國委員會聘任為兼職行政主任，1969年在都柏林逝世，終年70歲。
侯志律夫婦育有一女，名叫費思·瑪麗·何奧（Faith Mary Howe，1935年－2022年），曾經是愛爾蘭馬術運動員，活躍於愛爾蘭的狩獵圈子，1955年曾登上英國《鄉村生活雜誌》（Country Life）成為封面女郎。她於1959年嫁給後來曾任愛爾蘭航空營運總監的理查·紐波特·「迪克」·懷特（Richard Newport "Dick" White，1924年－2010年），兩人育有一子一女，惟兩人的婚姻以分居作結。
侯志律的興趣廣泛，包括揚帆出海、高爾夫球和騎馬，也是英國倫敦紳士會所西印度會會員。他生前曾表示希望退休後在家鄉花十年時間培育馬匹，還希望那時女兒能夠成為他的專家顧問。

## 榮譽
- 以下列出榮譽全稱及縮寫：^ 
  - 御用大律師（KC／QC） （1946年12月5日[13]）
  - 下級勳位爵士（Kt） （1949年英皇壽辰授勳名單[14]）
  - 英女皇伊利沙伯二世加冕獎章 （1953年6月[79]）

## 注腳
1. 1 2 3 4 5 6 7  The Irish Law Times and Solicitors' Journal Volume 71 (1937), pp.62-63.
2. 1 2 3 4 5  "HOWE, Sir Gerard Lewis" (retrieved on 9 September 2017)
3. 1 2 3 4 5 6  "Death of Sir Gerard Howe - Hongkong's Chief Justice" (27 May 1955)
4. 1 2  "Howe, Gerard Augustus (House 4 in Milward Terrace)" (1901)
5. 1 2  The Irish Law Times and Solicitors' Journal Volume 71 (1937), p.246.
6. 1 2 3 4 5  The Colonial Office List (1949), p.521.
7. ↑  "Supplement to Issue 30475 （页面存档备份，存于）", London Gazette, 11 January 1918, p.819.
8. ↑  "Supplement to Issue 31479 （页面存档备份，存于）", London Gazette, 29 July 1919, p.9669.
9. ↑  "Day to Day" (27 February 1937)
10. ↑  The Colonial Legal Service List Volume 172 (1938), p.25.
11. 1 2 3  "Mr. G. L. Howe Going to Nigeria" (5 June 1941)
12. ↑  The Laws of Nigeria (1948), p.23.
13. 1 2  "Issue 37816 （页面存档备份，存于）", London Gazette, 13 December 1946, p.6072.
14. 1 2  "Supplement to Issue 38628 （页面存档备份，存于）", London Gazette, 3 June 1949, p.2794.
15. ↑  McClintock (1992), pp.50-51.
16. 1 2 3  Nwabueze (1982), p.46.
17. 1 2  Falola and Genova (2009), p.217.
18. ↑  Nwabueze (1982), p.49.
19. ↑  Nwabueze (1982), p.48.
20. 1 2 3 4 5 6  "Hongkong's New Chief Justice - New Appointment Means Reunion" (5 February 1951)
21. 1 2 3  "Hong Kong Planes Awarded to Reds" (22 May 1951)
22. ↑  〈兩航資產歸民府所有〉（1950年2月24日）
23. 1 2 3  American Aviation Historical Society Journal Vol 41 (1996), p.308.
24. ↑  Leary (2006), p.97.
25. ↑  Tang (2014), p.189.
26. ↑  "Decisions of English Courts during 1951-1952 involving Questions of Public or Private International Law (A. Public International Law)" (1952), p.467.
27. ↑  "U.S. plane claim rejected" (29 December 1951)
28. ↑  〈四十架飛機判歸陳納德〉（1952年7月29日）
29. 1 2 3  Ndikum and Ndikum (2014), p.892.
30. ↑  "Decisions of English Courts during 1951-1952 involving Questions of Public or Private International Law (A. Public International Law)" (1952), pp.469-470.
31. ↑  "Decisions of English Courts during 1951-1952 involving Questions of Public or Private International Law (A. Public International Law)" (1952), p.470.
32. 1 2  〈中航飛機判歸民航〉（1952年10月9日）
33. 1 2  Li (1 June 1953)
34. ↑  Leeker (24 August 2015), pp.58-59.
35. ↑  〈紅牆大事：中英建交鮮為人知的內幕〉（2006年7月3日）
36. 1 2  王賡武（2017年1月），頁456。
37. 1 2 3 4 5  〈罪名成立，停刊六月〉（1952年5月6日）
38. 1 2  〈合議庭昨日宣佈大公報暫緩停刊〉（1952年5月18日）
39. ↑  〈大公報上訴被駁回〉（1952年6月29日）
40. 1 2  〈維護法律目的已達〉（1952年7月1日）
41. 1 2 3 4 5 6 7 8 9 10 11 12 13  "Full Court of Appeal Judgment Made Against Kennedy-Skipton" (28 May 1951)
42. ↑  "No. 1081 （页面存档备份，存于）", Hong Kong Government Gazette, 6 September 1941.
43. ↑  "Salary Arrears Claim" (21 September 1950)
44. ↑  〈簡介：香港法律改革委員會研究報告書：藐視法庭法例（論題四）〉（1986年）
45. 1 2 3  Yu (2002), p.11.
46. 1 2 3 4  Yu (2002), p.12.
47. 1 2 3  Hong Kong Annual Report 1951 (1952), p.88.
48. ↑  Hong Kong Annual Report 1952 (1953), p.119.
49. ↑  Hong Kong Annual Report 1951 (1952), p.87.
50. ↑  Hong Kong Annual Report 1953 (1954), p.122.
51. 1 2  〈展開司法史新頁，港九地方法院成立〉（1953年2月19日）
52. ↑  Hong Kong Annual Report 1953 (1954), p.123.
53. 1 2 3 4  Hong Kong Annual Report 1955 (1956), pp.136-139.
54. ↑  Hong Kong Annual Report 1951 (1952), p.89.
55. ↑  Hong Kong Annual Report 1952 (1953), p.121.
56. ↑  Hong Kong Annual Report 1954 (1955), p.156.
57. ↑  〈巡迴裁判開庭侯志律閱兵〉（1952年1月22日）
58. ↑  〈地方法院即可成立，高等法院昨舉行巡迥裁判儀式，侯志律說香港的暴力案太多了〉（1953年1月20日）
59. ↑  〈按察司侯志律夫婦參觀工展〉（1953年12月23日）
60. ↑  〈保護兒童會今賣旗籌欵〉（1954年1月23日）
61. ↑  "Athletes Awards" (retrieved on 20 April 2015)
62. 1 2  〈侯志律爵士夫婦今晨返英渡長假〉（1954年5月2日）
63. ↑  The Irish Law Times and Solicitors' Journal Volume 89 (1956), p.143.
64. 1 2 3  〈本港正按察司侯志律爵士病逝，法庭今日集會哀悼〉（1955年5月28日）
65. 1 2  〈高等法院組合議庭追悼故侯志律爵士〉（1955年5月29日）
66. ↑  〈侯志律爵士逝世總督深表哀悼〉（1955年6月4日）
67. ↑  "New Chief Justice due To-morrow" (20 November 1955)
68. ↑  "Maguire, Francis (House 247 in Bundoran)" (1911)
69. ↑  "Marriage No. 240" (3 June 1927)
70. 1 2  "HOWE, Margaret M." (1970)
71. ↑  The National University of Ireland Calendar for the Year 1983 (1984), p.222.
72. ↑  Majekodunmi (1998), p.73.
73. ↑  "NUI Honorary Degrees Awarded" (retrieved on 9 September 2017)
74. ↑  The Royal Society of Health JournalVolume 76 (1956), p.89.
75. ↑  Country Life Vol. CXVII, No. 3031 (17 February 1955), cover.
76. ↑  "Faith White" (6 May 2022)
77. ↑  Who's Who, What's What and Where in Ireland (1973). p.735.
78. ↑  "WHITE, Richard: Death notice" (7 June 2010)
79. ↑  〈三五零人獲女皇加冕紀念章〉（1953年6月9日）

### 英文資料
- "Howe, Gerard Augustus (House 4 in Milward Terrace)（页面存档备份，存于）", Census of Ireland, 1901, 1901.
- "Maguire, Francis (House 247 in Bundoran)（页面存档备份，存于）", Census of Ireland, 1911, 1911.
- "Marriage No. 240", Superintendent Registrar's District of Rathdown, 3 June 1927.
- The Irish Law Times and Solicitors' Journal Volume 71. J. Falconer, 1937.
- "Day to Day（页面存档备份，存于）", The Singapore Free Press and Mercantile Advertiser, 27 February 1937, p.8.
- The Colonial Legal Service List Volume 172. Great Britain: H.M. Stationery Office, 1938.
- "Mr. G. L. Howe Going to Nigeria（页面存档备份，存于）", The Straits Times, 5 June 1941, p.10.
- The Laws of Nigeria. Nigeria: Government Printer, 1948.
- The Colonial Office List. Great Britain: H.M. Stationery Office, 1949.
- "Salary Arrears Claim", The South China Morning Post, 21 September 1950, pp.5-6.
- "Hongkong's New Chief Justice - New Appointment Means Reunion", The China Mail, 5 February 1951, p.1.
- "Hong Kong Planes Awarded to Reds（页面存档备份，存于）", The Sydney Morning Herald, 22 May 1951, p.1.
- "Full Court of Appeal Judgment Made Against Kennedy-Skipton", The China Mail, 28 May 1951, p.10.
- "U.S. plane claim rejected（页面存档备份，存于）", The Argus, 29 December 1951, p.3.
- Hong Kong Annual Report 1951. Hong Kong: Government Press, 1952.
- "Decisions of English Courts during 1951-1952 involving Questions of Public or Private International Law (A. Public International Law)", British Yearbook of International Law Volume 29, 1952.
- Hong Kong Annual Report 1952. Hong Kong: Government Press, 1953.
- Li, Chang, "British Trade with the Chinese Communists in 1952", Free China Review, 1 June 1953.
- Hong Kong Annual Report 1953. Hong Kong: Government Press, 1954.
- Hong Kong Annual Report 1954. Hong Kong: Government Press, 1955.
- Country Life Vol. CXVII, No. 3031, 17 February 1955.
- "Death of Sir Gerard Howe - Hongkong's Chief Justice", The China Mail, 27 May 1955, p.10.
- "New Chief Justice due To-morrow", The South China Morning Post, 20 November 1955, p.3.
- Hong Kong Annual Report 1955. Hong Kong: Government Press, 1956.
- The Irish Law Times and Solicitors' Journal Volume 89. J. Falconer, 1956.
- The Royal Society of Health JournalVolume 76. The Society, 1956.
- "HOWE, Margaret M.", Calendar of Grants of Probate of Wills and Letters of Administration Made in the Probate Office and its District Registries, 1969（页面存档备份，存于）, 1970.
- Who's Who, What's What and Where in Ireland. Zircon Publishing, Macmillan Information, 1973.
- Nwabueze, Benjamin Obi, A Constitutional History of Nigeria. London: Hurst, 1982. ISBN 978-0-90583-879-3
- The National University of Ireland Calendar for the Year 1983. Ireland: National University of Ireland, 1984.
- McClintock, Nicholas C., Kingdoms in the Sand and Sun: An African Path to Independence. New York: St Martin's Press, 1992. ISBN 978-1-85043-522-8
- American Aviation Historical Society Journal Vol 41. American Aviation Historical Society, 1996.
- Majekodunmi, Moses Adekoyejo, My Lord what a Morning: Autobiography of Moses Adekoyejo Majekodunmi. Nigeria: Macmillan, 1998.
- Yu, Patrick Shuk-siu, Tales from No. 9 Ice House Street. Hong Kong: Hong Kong University Press, 2002. ISBN 978-9-62209-580-1
- Leary, William M., Perilous Missions: Civil Air Transport and CIA Covert Operations in Asia（页面存档备份，存于）. Alabama: University of Alabama Press, 2006. ISBN 978-0-817353-407
- Falola, Toyin, and Genova, Ann, Historical Dictionary of Nigeria. Lanham, Maryland: Scarecrow Press, 2009. ISBN 978-0-81085-615-8
- "WHITE, Richard: Death notice（页面存档备份，存于）", The Irish Times, 7 June 2010.
- Ndikum, Philip Forsang, and, Ndikum, Serge-Delors, Encyclopaedia of International Aviation Law Volume 3. United States:  Trafford Publishing, 2014. ISBN 978-1-46699-452-2
- Tang, James Tuck-Hong, Britain's Encounter with Revolutionary China, 1949–54. Palgrave Macmillan, 2014. ISBN 978-1-34922-351-0
- "Athletes Awards", Hong Kong Amateur Athletic Association, retrieved on 20 April 2015.
- Leeker, Dr. Joe F., "CAT, Air Asia, Air America - The Company on Taiwan I: Structure and Development（页面存档备份，存于）", The History of Air America（页面存档备份，存于） (2nd Edition). The University of Texas at Dallas, 24 August 2015.
- "Faith White （页面存档备份，存于）", RIP.ie, 6 May 2022.
- "HOWE, Sir Gerard Lewis", Who was Who. London: A. & C. Black, retrieved on 9 September 2017. (Electronic version. Subscription via the Wikipedia Library)
- "NUI Honorary Degrees Awarded（页面存档备份，存于）", National University of Ireland, retrieved on 9 September 2017.

### 中文資料
- 〈兩航資產歸民府所有〉，《華僑日報》第二張第一頁，1950年2月24日。
- 〈巡迴裁判開庭侯志律閱兵〉，《華僑日報》第二張第一頁，1952年1月22日。
- 〈罪名成立，停刊六月〉，《華僑日報》第二張第一頁，1952年5月6日。
- 〈合議庭昨日宣佈大公報暫緩停刊〉，《華僑日報》第二張第一頁，1952年5月18日。
- 〈大公報上訴被駁回〉，《華僑日報》第二張第一頁，1952年6月29日。
- 〈維護法律目的已達〉，《華僑日報》第二張第一頁，1952年7月1日。
- 〈四十架飛機判歸陳納德〉，《華僑日報》第二張第一頁，1952年7月29日。
- 〈中航飛機判歸民航〉，《華僑日報》第二張第一頁，1952年10月9日。
- 〈地方法院即可成立，高等法院昨舉行巡迥裁判儀式，侯志律說香港的暴力案太多了〉，《大公報》第一張第四版，1953年1月20日。
- 〈展開司法史新頁，港九地方法院成立〉，《華僑日報》第二張第二頁，1953年2月19日。
- 〈三五零人獲女皇加冕紀念章〉，《華僑日報》第二張第一頁，1953年6月9日。
- 〈按察司侯志律夫婦參觀工展〉，《華僑日報》第二張第一頁，1953年12月23日。
- 〈保護兒童會今賣旗籌欵〉，《華僑日報》第二張第一頁，1954件1月23日。
- 〈侯志律爵士夫婦今晨返英渡長假〉，《華僑日報》第二張第一頁，1954年5月2日。
- 〈本港正按察司侯志律爵士病逝，法庭今日集會哀悼〉，《香港工商日報》第五頁，1955年5月28日。
- 〈高等法院組合議庭追悼故侯志律爵士〉，《華僑日報》第三張第一頁，1955年5月29日。
- 〈侯志律爵士逝世總督深表哀悼〉，《華僑日報》第二張第二頁，1955年6月4日。
- 〈簡介：香港法律改革委員會研究報告書：藐視法庭法例（論題四）（页面存档备份，存于）〉。香港：香港法律改革委員會，1986年。
- 〈紅牆大事：中英建交鮮為人知的內幕（页面存档备份，存于）〉，《中國網》，2006年7月3日。
- 王賡武主編，《香港史新編上冊（增訂版）》。香港：三聯書店（香港）有限公司，2017年1月。ISBN 978-9-62043-885-1

## 延伸閱讀
- The Nigeria (Constitution) Order in Council, 1951（页面存档备份，存于）, S.I. 1951 No. 1172.
- Cox, Alfred T., Clandestine Services History: Civil Air Transport (CAT) - A Proprietary Airline, 1946-1955. United States: Central Intelligence Agency, April 1969. 
  - (Volume I（页面存档备份，存于）; Volume II（页面存档备份，存于）; Volume III（页面存档备份，存于）; and Volume IV（页面存档备份，存于）)

## 外部鏈結
- 香港司法機構（页面存档备份，存于）

| 政府职务                | 政府职务                                    | 政府职务               |
| ----------------------- | ------------------------------------------- | ---------------------- |
| 前任： 查爾斯·格里尼奇  | 尼日利亞律政專員（法律政策） 1941年－1946年 | 繼任： 賴德遐          |
| 前任： H·C·F·考克斯爵士 | 尼日利亞律政司 1946年－1950年               | 繼任： 奧德利·麥奇沙克 |
| 司法职务                |                                             |                        |
| 前任： 捷臣爵士         | 香港正按察司 1951年－1955年                 | 繼任： 何瑾            |